# Моріо західний
Мо́ріо західний (Onychognathus neumanni) — вид горобцеподібних птахів родини шпакових (Sturnidae). Мешкає в регіоні Сахелю. Вид названий на честь німецького орнітолога Оскара Ноймана. Раніше вважався конспецифічним з рудокрилим моріо.

## Опис
Довжина птаха становить 20—30 см. Забарвлення переважно чорне, блискуче за винятком рудувато-коричневих махових пер, особливо помітних в польоті. Самиці мають тьмяніше, попелясто-сіре забарвлення з темними смугами. Райдужки темно-червоні, дзьоб і лапи чорні. Молоді птахи мають тьмяніше забарвлення, очі у них карі.

## Підвиди
Виділяють два підвиди:
- O. n. modicus Bates, GL, 1932 — від південної Мавританії і східного Сенегалу до західного Малі і північного Кот-д'Івуару;
- O. n. neumanni (Alexander, 1908) — від східного Малі до західного Судану (Дарфур) і заходу ЦАР.

## Поширення і екологія
Ареал західних моріо дуже фрагментований. Вони мешкають в Мавританії, Сенегалі, Гвінеї, Малі, Кот-д'Івуарі, Буркіна-Фасо, Нігері, Нігерії, Камеруні, Центральноафриканській Республіці і Судані. Вони живуть серед скелястих виступів, на висоті від 500 до 2500 м над рівнем моря. Живляться плодами і комахами.